# Ісмаїлова Содар Мабуд кизи
Содар Мабуд кизи Ісмаїлова (азерб. Sodar Məbud qızı İsmayılova; нар. 15 березня 1930, Нухінський район) — радянський азербайджанський тютюновод, Герой Соціалістичної Праці (1949).

## Життєпис
Народилася 15 березня 1930 року в селі Баш-Зейзит Нухінського району Азербайджанської РСР (нині Шекінський район).
З 1946 року працювала в колгоспі ланковою, з 1953 року — тютюновод колгоспу «Шафак» (колишній імені Сафарова) Шекинського району. У 1948 році отримала врожай тютюну сорту «Трапезонд» 25,1 центнера з гектара на площі 3 гектари.
Указом Президії Верховної Ради СРСР від 1 липня 1949 року за отримання у 1948 році високих урожаїв тютюну Содар Ісмаїловій було присвоєно звання Героя Соціалістичної Праці з врученням ордена Леніна та золотої медалі «Серп і Молот». Брала активну участь у громадському житті Азербайджану. Член КПРС з 1957 року.
З 2002 року — президентський пенсіонер.